# 24 минута са Зораном Кесићем
24 минута са Зораном Кесићем је српска телевизијска емисија чији је аутор и водитељ Зоран Кесић. Емисија се приказивала од 1. децембра 2013. године на ТВ Б92, а касније на О2 ТВ. Од 29. фебруара 2020. године емисија се приказује на каналу Нова.

## Формат
Сатирични политички шоу, сличан формату Дневни шоу са Џоном Стјуартом и Колбертов извештај. Такође, производе га аутори оригиналног шоуа Дезинформатор. Формат емисије да у свакој емисији гостује један аналитичар, који анализира протеклу недељу, и музички гости, који певају своје песме на крају емисије. Посебан формат емисије је "Златна шоља", која је новогодишња емисија, где долази више гостију који анализирају протеклу годину, а долазе и више различитих музичких гостију, који уживо изводе песме. Свако од тих гостију добије шољу, као знак поклона за нову годину.

## Епизоде
| Сезона | Сезона | Епизоде | Епизоде | Оригинално емитовање | Оригинално емитовање | Оригинално емитовање |
| Сезона | Сезона | Епизоде | Епизоде | Премијера            | Финале               | Мрежа                |
| ------ | ------ | ------- | ------- | -------------------- | -------------------- | -------------------- |
|        | 1.     | 25      | 25      | 3. јул 2013.         | 22. јун 2014.        | Прва / Б92           |
|        | 2.     | 35      | 35      | 14. септембар 2014.  | 28. јун 2015.        | Прва / Б92           |
|        | 3.     | 26      | 26      | 12. септембар 2015.  | 25. мај 2016.        | Прва / Б92           |
|        | 4.     | 27      | 27      | 1. октобар 2016.     | 17. јун 2017.        | Прва / Б92           |
|        | 5.     | 31      | 31      | 30. септембар 2017.  | 23. јун 2018.        | О2 ТВ                |
|        | 6.     | 31      | 31      | 22. септембар 2018.  | 22. јун 2019.        | О2 ТВ                |
|        | 7.     | 15      | 15      | 21. септембар 2019.  | 31. децембар 2019.   | О2 ТВ                |
|        | 8.     | 17      | 17      | 29. фебруар 2020.    | 27. јун 2020.        | Нова                 |
|        | 9.     | 34      | 34      | 12. септембар 2020.  | 26. јун 2021.        | Нова                 |
|        | 10.    | 34      | 34      | 18. септембар 2021.  | 25. јун 2022.        | Нова                 |
|        | 11.    | 34      | 34      | 17. септембар 2022.  | 1. јул 2023.         | Нова                 |
|        | 12.    | 33      | 33      | 16. септембар 2023.  | 6. јул 2024.         | Нова                 |
|        | 13.    | 16      | 16      | 14. септембар 2024.  | н. п.                | Нова                 |

## Гледаност, притисци и популарност
Емисија 24 минута са Зораном Кесићем, која се бави тематиком политичке сатире, је била пар пута најгледанија, када се емитовала на телевизији Б92, у периоду од 2013. године до 2017. године, чак после укидања неких емисија на тој телевизији, та емисија је била једини ослонац у гледаности те телевизије, чак и када је телевизија Б92, променила име у О2 ТВ, била једина емисија, која им је била најгледанија, али тада главни и одговорни уредник телевизије тада О2, а сада Б92 Драган Караџић, одлучио да у марту 2019. године укине репризни термин за емисију 24 минута са Зораном Кесићем.
То је био један од притисака на ту емисију, која била најгледанија, на тој телевизији и која се та емисија није допала новом власнику те телевизије, зато што исмејава власт и оне политичаре и народне посланике, који су на власти са СНС-ом. Емисија је тако ишла без репризе, пуних 9 месеци, међутим емисија 24 минута са Зораном Кесићем, наишла на разне притиске, од стране менаџмента те телевизије, коју је купила, која је била на страни владајућег режима Српске напредне странке, није успела да одолева притиску новог менаџмента телевизије тада О2 телевизије, коју је купио тада ту телевизију (сада телевизију Б92), менаџмент телевизије је укинула емисију на телевизији О2 (сада Б92), почетком 2020. године и након великих притисака на његову емисију и на самог аутора емисије Зорана Кесића, то је био преседан па је одлучио, да пређе на телевизију Нова. Прва емисија, се емитовала 29. фебруара 2020. године, на телевизији Нова.
Само емитовање прве емисије 24 минута са Зораном Кесићем, на Новој, донела је телевизији Новој, велику гледаност, а велики губитак у гледаности је донела избацивање те емисије из програмске шеме телевизије пре О2, а сада Б92. Почетком емитовања нове сезоне у септембру 2020. године, емисија 24 минута са Зораном Кесићем, сматра се најгледанијом забавном и сатиричном емисијом у Србији, која се емитује на телевизији Нова на кабловској мрежи СББ.

Популарност је стекла на Јутјубу, постављењем исечака својих емисија на свом јутјуб каналу 24 минута са Зораном Кесићем, тако је емисија повећала своју гледаност и популарност на Јутјубу, друштвеним мрежама и повећали број гледалаца у ишчекивању нових премијерних емисија, све су то успели у тешка времена, где слободе медија, слободе говора, и слободе мишљења у Србији, практично не постоје. Јутјуб канал 24 минута са Зораном Кесићем, добио награду Сребрну награду за 100 хиљада пратилаца на Јутјубу (Silver Play Button), од стране Јутјуба, за популарност,  креативност и труд, који су они затражили. Емисија 24 минута са Зораном Кесићем, током новогодишње ноћи била на ТВ Нова, друга најгледанија емисија у новогодишњој ноћи 31. децембра 2020. године.